# Jaskinia pod Sokolą
Jaskinia pod Sokolą, Jaskinia Pochyła, Jaskinia Zimna – jaskinia na Sokolej Górze w miejscowości Olsztyn w województwie śląskim, w powiecie częstochowskim. Pod względem geograficznym znajduje się na Wyżynie Mirowsko-Olsztyńskiej będącej częścią Wyżyny Częstochowskiej.

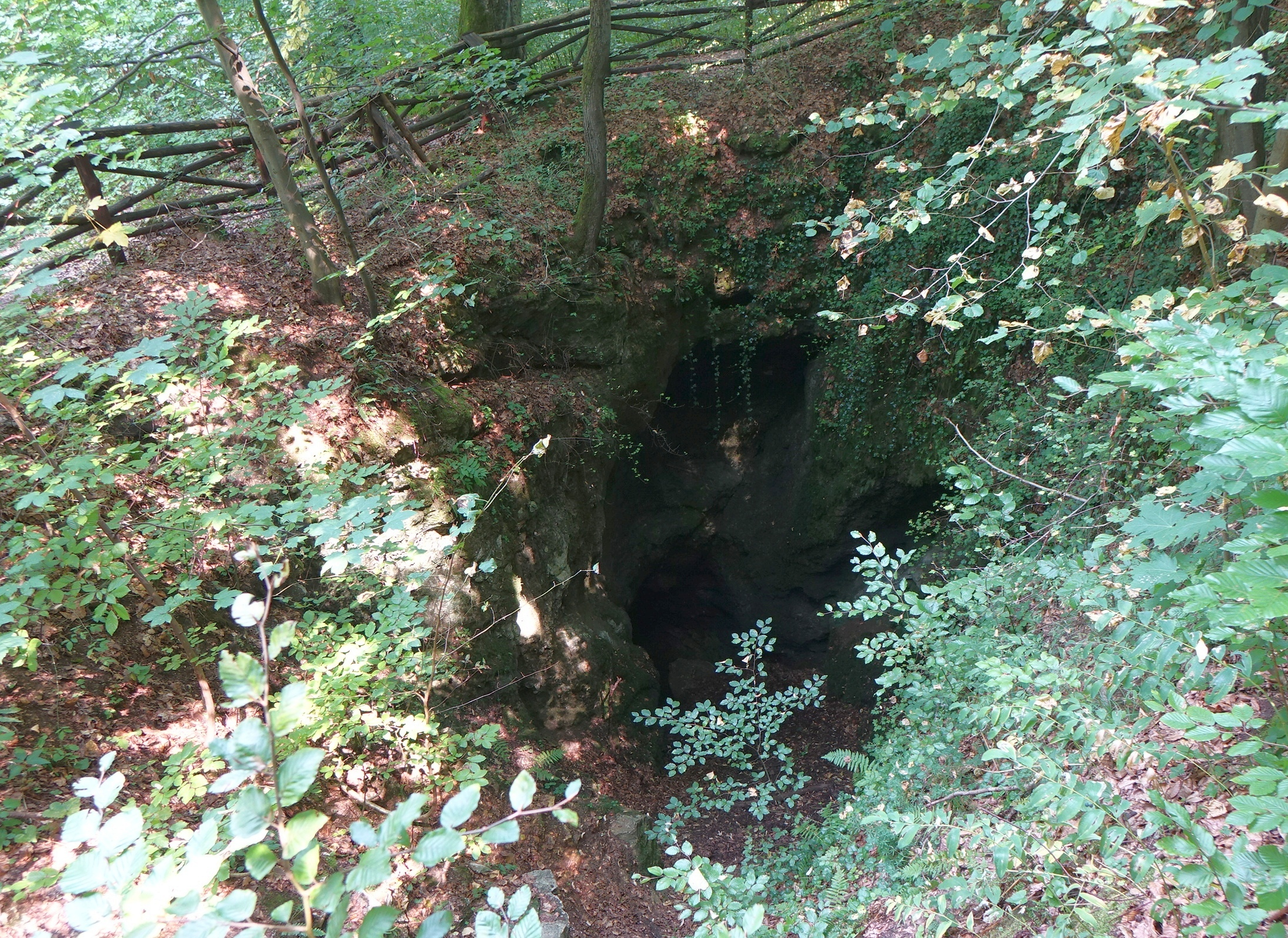
Pochyłość i ogrodzone wejście do jaskini

## Opis obiektu
Jaskinia znajduje się na północnym stoku Sokolej Góry. Jej otwór znajduje się poniżej poziomu terenu i prowadzi do niego stroma i bardzo śliska pochyłość. Ze względu na możliwość wpadnięcia do niego jest otoczony drewnianym płotem i oznakowany tablicami z zakazem wejścia.
Otwór ma szerokość 3 m i wysokość 1,8 m. Na głębokości 7 m jest ciasny i ślepy korytarzyk oraz obszerna, ale niska nyża. Jej spąg pokrywa gliniasto-próchniczne namulisko. Na głębokości 9 m jest wejście do pochyłego korytarzyka. W jego stropie jest komin o wysokości 7 m z żebrami naciekowymi. Do komina wnikają korzenie drzew, na których osadza się martwica wapienna. Korytarz przechodzi w dużą salę. Ma ona długość 35 m, szerokość 8–15 m, wysokość 4 m i płaski strop z licznymi kotłami wirowymi. W końcowej części sala przechodzi w 10-metrowej wysokości komin. Po prawej stronie od wejścia do sali na wysokości około 3 m jest mała salka.
Jaskinia powstała w wapieniach pochodzących z późnej jury. Tylko w początkowej jej części jest próchniczno-gliniaste namulisko, w głębszych partiach na spągu znajduje się skalny rumosz i duże wapienne głazy oderwane od stropu i ścian. W jaskini występują nieczynne ponory świadczące o tym, że kiedyś płynęła w niej woda. Nacieki są bardzo ubogie, tylko w kilku miejscach występują niewielkie stalaktyty. Jaskinia ma statyczny, zimny klimat.

## Historia eksploracji i badań naukowych
Po raz pierwszy wzmiankował jaskinię A. Wiślicki w 1856 r. pod nazwą „Rejtarnia”. W roku 1937 Maślankiewicz podał jej opis, fotografię otworu i położenie jaskini: „...Na zachód od wzgórza Pustelnica na pn. zboczu Sokolej Góry już niedaleko pod szczytem znajduje się głęboko pod poziomem (ok. 20 m niżej) duża jaskinia, do której schodzi się zwężającym dojściem o pochyłości 45°. Kazimierz Kowalski w 1949 roku podał, że „na dnie sali zachował się schron czy schowek z belek urządzony w czasie okupacji hitlerowskiej”.
Jaskinia była wielokrotnie eksplorowana i badana. W latach 60. członkowie Młodzieżowej Grupy Grotołazów z Częstochowy próbowali bezskutecznie przekopać się w ponorze do korytarzy, w jakich rzekomo mieli ukrywać się partyzanci. Ze względu na bliskość jaskini Studnisko i kierunek korytarza Jaskini pod Sokolą podejrzewano, że łączą się one z sobą. 16 stycznia 1988 r. członkom Speleoklubu Bielskiego i Harcerskiej Drużyny Taternictwa Jaskiniowego Brzeszcze udało się znaleźć to połączenie i poszerzyć. Zaraz po przekopaniu jednak zostało ono zawalone, uznano bowiem, że może ono spowodować bardzo niekorzystne zmiany mikroklimatu w obu jaskiniach, w przejściu tym istniało także duże niebezpieczeństwo obrywów.
Wielokrotnie jaskinię, zwłaszcza jej mikroklimat i faunę badali naukowcy (m.in. Szymczakowski 1957; Z. Łęski 1967, 1971; A. Skalski 1994). Stwierdzono występowanie w niej troglobiontycznych i reliktowych bezkręgowców, w tym endemitów. Z badań Skalskiego wynika, że:
- Jaskinia pod Sokolą należy do najciekawszych pod względem biologicznym jaskiń w Polsce
- Jest enklawą neotroglobiontów, endemitów i reliktów.
- Obniżona temperatura w istotny sposób wpływa na występowanie w omawianej jaskini bezkręgowców.
- Usytuowanie na północnym stoku, konfiguracja komory i jej izolacja polegająca na braku poza otworem połączeń z powierzchnią oraz zacienienie komina wejściowego przez drzewa sprawiają, że w Jaskini pod Sokolą utrzymują się specyficzne warunki termiczne. Wycięcie lasu i otwarcie dodatkowych połączeń z powierzchnią spowodowałoby zmianę mikroklimatu tej jaskini[2].

W jaskini hibernują nietoperze zaliczane do trzech gatunków: nocek duży, nocek Natterera i gacek brunatny. Ulubionym miejscem ich hibernacji są kotły wirowe w stropie sali. Od 1988 r. ich monitoring prowadzi ISEZ PAN w Krakowie.